# Koło Cmentarza (województwo świętokrzyskie)
Koło Cmentarza – kolonia w Polsce, położona w województwie świętokrzyskim, w powiecie jędrzejowskim, w gminie Słupia.
Nazywany jest także lokalnie - Nowy Jasieniec. Około 8 km od Słupi.
W latach 1975–1998 kolonia administracyjnie należała do województwa kieleckiego.